# Thomas Newcomen

Nguyên lý hoạt động của động cơ hơi nước Newcomen

Thomas Newcomen (sinh 28 tháng 2 năm 1663; mất 5 tháng 8 năm 1729) là một người bán đồ sắt theo có tôn giáo thế tục Baptist. Ông được sinh ra tại Dartmouth, Devon, Anh, gần một phần của hạt nổi tiếng về nghề khai thác thiếc. Lũ lụt là một vấn đề lớn, làm giới hạn chiều sâu của mỏ khai thác. Newcomen đã hoàn thiện máy hơi nước sử dụng làm bơm nước, gọi là máy hơi nước Newcomen. Do đó, ông thường được xem là một người cha đẻ của cuộc Cách mạng công nghiệp. Thành tựu lớn nhất của Newcomen là máy hơi nước, phát minh năm 1712, kết hợp ý tưởng của Thomas Savery và Denis Papin.